# فرانسيسكو لوفريتش
فرانسيسكو لوفريتش (بالألمانية: Francesco Lovrić)‏ هو لاعب كرة قدم نمساوي في مركز الوسط، ولد في 5 أكتوبر 1995 في فيينا في النمسا. شارك مع منتخب النمسا تحت 17 سنة لكرة القدم ومنتخب النمسا تحت 18 سنة لكرة القدم ومنتخب النمسا تحت 19 سنة لكرة القدم. أما مع النوادي، فقد لعب مع أوستريا فيينا ونادي شتوتغارت للرديف ونادي شتوتغارت.

## وصلات خارجية
- فرانسيسكو لوفريتش على موقع الاتحاد الأوربي (الإنجليزية)
- فرانسيسكو لوفريتش على موقع قاعدة بيانات كرة القدم.إي يو (الإنجليزية)
- فرانسيسكو لوفريتش على موقع Soccerway.com (الإنجليزية)
- فرانسيسكو لوفريتش على موقع عالم كرة القدم.نت (الإنجليزية)